# 李瑞 (1921年)
李瑞（1921年3月—2011年7月21日），男，直隶（今河北）望都县人，中华人民共和国政治人物，曾任中华人民共和国第四机械工业部副部长，国家电子计算机工业总局局长。